# ヨーロッパ日本研究協会
ヨーロッパ日本研究協会（ヨーロッパにほんけんきゅうきょうかい、英語: European Association for Japanese Studies、略: EAJS）は、1973年に設立された学会である。ヨーロッパの大学で日本に関するあらゆる研究を行う研究者の交流を主な目的としている。ヨーロッパの大学に所属している、もしくはヨーロッパの大学に所属しなくてもヨーロッパの国籍を所有している研究者で構成されている。

## 組織
ヨーロッパ日本研究協会は理事会と事務局を有する。事務局をベルリン自由大学に置く。

## EAJS国際会議
ヨーロッパ日本研究協会は、原則3年毎にヨーロッパの日本研究科を有する大学でEAJS国際会議（総会）を開く。現在までの総会の開催地は以下の通りである。
| 回 | 開催年 | 開催地                     | 開催国       |
| -- | ------ | -------------------------- | ------------ |
| 1  | 1973年 | オックスフォードとロンドン | イギリス     |
| 2  | 1976年 | チューリッヒ               | スイス       |
| 3  | 1979年 | フィレンツェ               | イタリア     |
| 4  | 1982年 | デン・ハーグ               | オランダ     |
| 5  | 1985年 | パリ                       | フランス     |
| 6  | 1988年 | ダラム                     | イギリス     |
| 7  | 1991年 | ベルリン                   | ドイツ       |
| 8  | 1994年 | コペンハーゲン             | デンマーク   |
| 9  | 1997年 | ブダペスト                 | ハンガリー   |
| 10 | 2000年 | ラハティ                   | フィンランド |
| 11 | 2003年 | ワルシャワ                 | ポーランド   |
| 12 | 2005年 | ウィーン                   | オーストリア |
| 13 | 2008年 | レッチェ                   | イタリア     |
| 14 | 2011年 | タリン                     | エストニア   |
| 15 | 2014年 | リュブリャナ               | スロベニア   |
| 16 | 2017年 | リスボン                   | ポルトガル   |
| 17 | 2021年 | ヘント                     | ベルギー     |

国際会議において多数の分会が開かれている。例えば、2017年会議において以下のような分会があった。
- S1: 都市、地方、環境学
- S2: 言語学
- S3a: 現代文学
- S3b: 前近代文学
- S4a: 視覚芸術
- S4b: 舞台芸術
- S5a: 人類学と社会学
- S5b: メディア研究
- S6: 経済学、経営学、政治経済学
- S7: 歴史学
- S8a: 宗教学と宗教思想学
- S8b: 思想史学と哲学
- S9: 政治と外交
- S10: 日本語教育

## EAJS日本会議
ヨーロッパ日本研究協会は、ヨーロッパと日本の研究者の交流を深める目的で2010年代から日本でも大会（EAJS日本会議）を開くようになった。開催時期は不定期である。現在まで以下のように開催された。
| 回 | 開催年 | 開催地   | 開催施設 |
| -- | ------ | -------- | -------- |
| 1  | 2013年 | 京都市   | 京都大学 |
| 2  | 2016年 | 神戸市   | 神戸大学 |
| 3  | 2019年 | つくば市 | 筑波大学 |

## その他の活動
- EAJS PhDワークショップ（博士論文執筆中の若手研究者の支援活動）
- EAJS学術出版ワークショップ
- 東芝国際交流財団研究助成金
- EAJS刊行物
- EAJS出版賞